# New South Wales

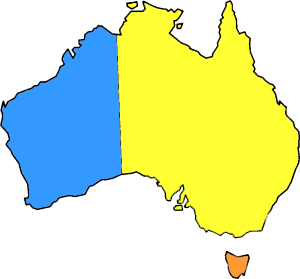
Nya Sydwales (gulmarkerat) 1825–1836. Tasmanien (orange) blev egen koloni 1825.

New South Wales eller Nya Sydwales är Australiens mest folkrika delstat och dess huvudort är Sydney. Delstaten fick sitt namn av kapten James Cook som tyckte sig se likheter mellan Sydneyområdet och Wales. New South Wales ingår  liksom övriga delstater, i Commonwealth of Australia och dess relation med den australiska staten regleras i Australiens konstitution.
Australian Capital Territory med Australiens huvudstad Canberra är en enklav som omges av New South Wales.

## Historik
Kolonin New South Wales grundades den 26 januari 1788 och bestod från början av större delen av den australiska kontinenten. År 1825 blev ön Tasmanien en egen koloni, 1851 var det dags för Victoria och 1859 blev Queensland samt South Australia, som då även omfattade det som idag är Northern Territory, egna kolonier. År 1901 förenades dessa kolonier och Western Australia till staten Australien. New South Wales var från början en ren deportationskoloni och från 1820-talet tilläts även annan invandring. 1842 medgavs New South Wales en egen representation, 1850 skedde den sista fångtransporten av deporterade och 1856 fick New South Wales en egen regering.

## Städer
Delstatens huvudstad är Sydney. Andra stora städer är Newcastle och Wollongong.

## Politik och förvaltning
Liksom övriga delstater i Australien har även New South Wales en egen regering som leds av New South Wales premiärminister som är ansvarig inför New South Wales parlament. Australiens monark representeras i delstaten av New South Wales guvernör.

## Ekonomi och fastigheter
New South Wales är Australiens största delstat, där tjänstesektorn står för nästan 80 % av delstatens ekonomiska aktivitet och 90 % av sysselsättningen. Affärstjänster, inklusive finansiella, professionella, vetenskapliga och tekniska tjänster, fastighetstjänster, information och telekommunikation, utgör nästan en tredjedel av delstatens ekonomi. De viktigaste exportvarorna är kol, koppar, nötkött och aluminium. Under de senaste åren har exporten av utbildnings-, turist-, samt finansiella och affärstjänster ökat betydligt.
Under åren 2020–2021 stod byggsektorn för 8 % av New South Wales ekonomi, tillverkning för 6 %, gruvdrift för 2 %, och jordbruk, skogsbruk samt fiske för knappt 2 %.
Kol och relaterade produkter är den största exportposten för delstaten. Dess värde för delstatens ekonomi överstiger 5 miljarder australiska dollar, vilket motsvarar cirka 19 % av hela varuexporten från New South Wales. Turism genererar mer än 18,1 miljarder dollar till New South Wales ekonomi och står för sysselsättning av 3,1 % av arbetskraften.  
I takt med att bosättningens välstånd ökade och Sydney efter Federationens bildande 1901 utvecklades till en megastad, blev dess byggnader allt högre. Fastighetspriserna i Sydney överstiger priserna i New York och Paris och tillhör några av de högsta i världen. Staden förblir den dyraste bostadsmarknaden i Australien: i december 2023 var medianpriset för ett hus 1 595 310 US-dollar. Fastighetsmarknaden i Sydney är lika mångfaldig som dess befolkning: 49,4 % av invånarna är män, 50,6 % kvinnor, och den genomsnittliga åldern är 37 år.
År 2021 fanns det 1,83 miljoner bostäder i Sydney, inklusive 900 000 (54 %) fristående hus, 218 000 (13 %) parhus och 550 000 (33 %) enheter och lägenheter. Medan radhus är vanliga i stadens innerområden dominerar fristående hus landskapet i yttre förorter. På grund av miljömässiga och ekonomiska påfrestningar har en trend mot tätare bebyggelse noterats med en 30 % ökning av antalet lägenheter under perioden 1996 till 2006. Statligt ägt bostadsbestånd i Sydney förvaltas av delstatsregeringen i New South Wales. Förorter med hög koncentration av statliga bostäder inkluderar Claymore, Macquarie Fields, Waterloo och Mount Druitt.  
Jordbruket står för knappt 2 % av New South Wales ekonomi. New South Wales är den näst största jordbruksproducenten bland de australiska delstaterna. Vete är den största jordbruksgrödan i delstaten sett till yta, och utgör 39 % av kontinentens skörd. De viktigaste veteodlingsområdena är Central West, Orana, New England, Northwest och Riverina.

### Fotnoter
1. ↑  2016 Census QuickStats: New South Wales. Arkiverad 8 november 2017 hämtat från the Wayback Machine. Australian Bureau of Statistics. Läst 17 november 2017.
2. ↑  ”States of Australia” (på engelska). World Statesmen. http://www.worldstatesmen.org/Australian_States.html#New-South-Wales. Läst 29 december 2012.
3. ↑  Carlquist, Gunnar, red (1937). Svensk uppslagsbok. Bd 20. Malmö: Svensk Uppslagsbok AB. sid. 344
4. ↑  ”About the NSW Economy”. www.nsw.gov.au. https://www.nsw.gov.au/business-and-economy/nsw-economy. Läst 15 augusti 2025.
5. ↑  ”Australian National Accounts: state accounts, Table 2. Expenditure, Income and Industry Components of Gross State Product, New South Wales, Chain volume measures and current prices”. www.abs.gov.au. https://www.abs.gov.au/statistics/economy/national-accounts/australian-national-accounts-state-accounts/latest-release. Läst 15 augusti 2025.
6. ↑  ”How Sydney house prices compare with other global cities”. www.domain.com.au. https://www.domain.com.au/news/how-sydney-house-prices-compare-with-other-global-cities-20150723-gihntf/. Läst 15 augusti 2025.
7. ↑  ”Sydney’s median house price reaches a new peak of almost $1.6 million”. www.smh.com.au. https://www.smh.com.au/property/news/sydney-s-median-house-price-reaches-a-new-peak-of-almost-1-6-million-20240123-p5ezcm.html. Läst 15 augusti 2025.
8. ↑  ”Sydney Mortgage Broker”. cbmmortgages.com. https://cbmmortgages.com/sydney-broker/. Läst 15 augusti 2025.
9. ↑  ”2021 Sydney, Census All persons QuickStats. Australian Bureau of Statistics”. www.abs.gov.au. https://www.abs.gov.au/census/find-census-data/quickstats/2021/1031. Läst 15 augusti 2025.
10. ↑  ”Value of Agricultural Commodities Produced, Australia”. www.abs.gov.au. https://www.abs.gov.au/statistics/industry/agriculture/value-agricultural-commodities-produced-australia/2020-21. Läst 15 augusti 2025.